# Place Jules-Guesde
Pour les articles homonymes, voir Jules Guesde et Guesde.
La place Jules-Guesde est une voie de la ville de Marseille.

## Situation et accès
Cette place des 1er, 2e et 3e arrondissements de Marseille est construite à l'emplacement de la porte, dans les anciens remparts de la ville, ouvrant sur le chemin d'Aix-en-Provence. Elle est, de ce fait, appelée couramment porte d'Aix. Au centre de la place se dresse un arc de triomphe.
L'arc de triomphe fait l’objet d’un classement au titre des monuments historiques depuis le 2 septembre 1982.
- Station de métro : Jules Guesde et Colbert Hôtel de Région.

## Origine du nom
La rue doit son nom à Jules Guesde (1845-1922) homme politique socialiste français.

## Historique
En 1784, la revente des terrains de l'arsenal des galères ayant produit un bénéfice de 200 000 livres au profit de la ville, les échevins décident d'utiliser ce bénéfice à l'érection d'un arc de triomphe en l'honneur de Louis XVI et en mémoire de la paix qui mettait fin à la guerre d'indépendance des États-Unis. L'emplacement de la porte d'Aix est choisi par délibération du conseil municipal en date du 30 juin 1784, mais les hésitations dues à la parcimonie des édiles marseillais retardent le projet qui est abandonné durant la Révolution française.
Le projet est repris en 1823, sur l'initiative du marquis de Montgrand, maire de Marseille, pour commémorer, cette fois, la campagne de Louis de France, duc d'Angoulême qui avait rétabli à Madrid le pouvoir absolu du souverain bourbon, Ferdinand VII d'Espagne.
Le préfet des Bouches-du-Rhône, Christophe de Villeneuve-Bargemon écrit dans les Statistiques du département des Bouches-du-Rhône « Le conseil municipal, pénétré d'admiration et de reconnaissance, vota spontanément, après la glorieuse campagne de 1823, un Arc de Triomphe au Prince généralissime et à son armée. Des projets furent aussitôt composés et soumis au conseil, qui présenta à l'approbation du gouvernement celui qu'après une mûre délibération il avait choisi pour être érigé à l'entrée de la ville, sur la place d'Aix ». Le projet est approuvé par la ministre de l'Intérieur le 30 août 1824 et la première pierre fut posée le 4 novembre 1825, jour de Saint-Charles, par M. le marquis de Montgrand, gentilhomme honoraire de la chambre du roi, maire de Marseille, assisté de Michel-Robert Penchaud architecte et directeur des travaux de la ville, auteur projet, du préfet M. le comte de Villeneuve-Bargemon et de M. le comte Ricard, pair de France. Le maire donne lecture de l'inscription de la plaque de marbre scellée dans les fondations :

« Cet arc de triomphe

Fut voté le 17 octobre 1823 par la ville de Marseille

Pour rendre un hommage éclatant

À la gloire acquise en Espagne

Par l'armée française et son illustre chef,

S.A.R. Monseigneur le duc d'Angoulême

Depuis dauphin de France.

Sa majesté Louis XVIII, de glorieuse mémoire

Permit, par ordonnance royale du 30 décembre 1823,

L'érection de ce monument d'amour et de reconnaissance

Envers son auguste famille »

La place d'Aix est aménagée et nivelée ; l'aqueduc qui traversait la place sur des arcades hautes de 4,50 m est démoli, seule une arche de cet aqueduc est encore visible près de l'hôtel de la Région Provence-Alpes-Côte d'Azur. L'évacuation des déblais est confiée à un maçon italien nommé Gaëtan Cantini, père de Jules Cantini, marbrier, qui devait, plus tard, laisser à la ville le musée dans la rue Grignan et une fontaine sur la place Castellane. L'architecte Penchaud chargé de la construction de l'édifice semble avoir pris pour modèle l'Arc de Titus de la Via Sacra de Rome.

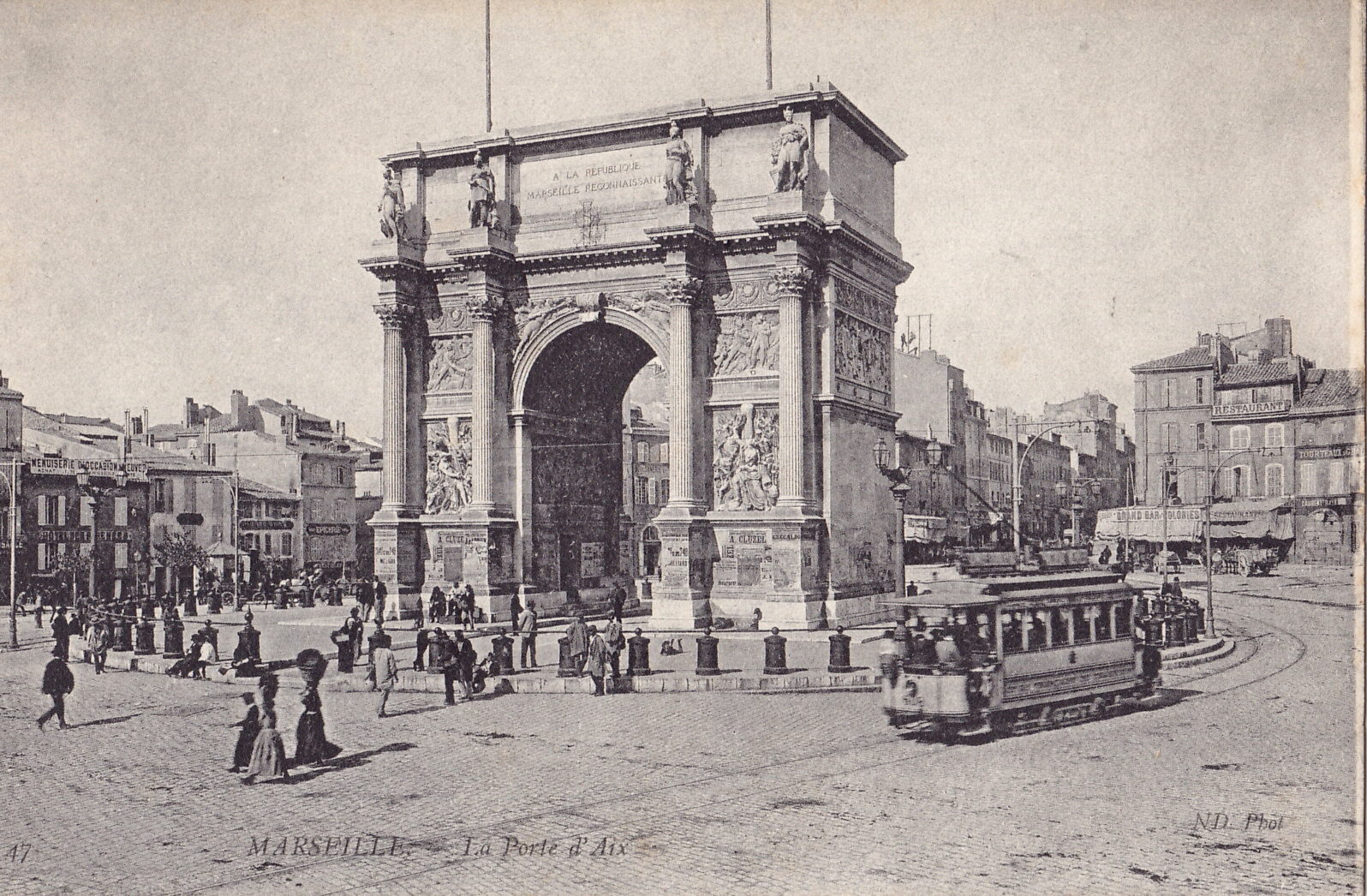
La Porte d'Aix était contournée par une des lignes de l'ancien tramway de Marseille au début du XX.

Cependant la construction de cet arc de triomphe subit encore les vicissitudes de l'histoire. Commencé sous Charles X, il ne fut terminé que sous Louis-Philippe Ier par l'architecte en chef de la ville Charles Frédéric Chassériau. À la suite des nombreux changements de régime, l'arc ne pouvait plus célébrer la campagne du duc d'Angoulême dans les deux bas-reliefs placés sous l'arcade; David d'Angers choisit alors comme motif "la patrie appelant ses enfants à la défense de la liberté", et Jules Ramey "le retour des braves après la victoire".
L'arc de triomphe fut inauguré le 1er mai 1837, jour de la fête du roi Louis-Philippe Ier. Il y eut messe solennelle à la cathédrale, feu d'artifice, illuminations. Le total des dépenses engagées pour la construction, en 1825 et en 1839, s'éleva à 700 000 francs.
La place Jules Guesde a été éventrée en 1971 par l’arrivée de l’A7, une autoroute qui pénètre directement dans le centre historique. Par ces travaux et quelques autres, la place classique, ordonnée, est devenue un terrain vague. En 2011, la place informe qui était très librement utilisée par les Marseillais est interdite d’accès par la présence constante de force de police et d'importants travaux sont réalisés pour détourner l'autoroute.

## Architecture de l'arc de triomphe
La sculpture d'ornement fut confiée au sculpteur parisien Marneuf qui s'inspira de la décoration de l'arc de triomphe antique d'Orange. Pour les sculpteurs historiques (statues et bas-reliefs), la ville de Marseille s'adressa à David d'Angers et à Jules Ramey. À la suite de nombreux changements de régime, le projet de décoration de l'Arc de Triomphe subit de nombreux changements et les régimes qui se sont succédé ont, successivement, changé la dédicace du fronton.
La célébration des campagnes du duc d’Angoulême ne pouvant plus être retenue, David d’Angers choisit de représenter les victoires de Fleurus et d’Héliopolis tandis que Ramey représente celles d’Austerlitz et de Marengo. Huit statues de 2,75 m de haut, placées sur l'attique et prévues dans les projets de 1825, représentaient les vertus indispensables à tous les régimes : Au nord le dévouement, la résignation, la valeur, la prudence; au sud, la force, la tempérance, la vigilance, la clémence. Malheureusement, la pierre étant friable, les statues se désagrègent. En 1921, elles furent réparées en ciment armé; malgré cela, six têtes se détachèrent en 1937 et tombèrent sur la voie publique.

### Sculptures de David d’Angers
David d’Angers décore la façade nord de l’Arc de Triomphe et l’arcade du pilier est.

#### Pilier ouest – Façade nord
Afin de célébrer la victoire de Fleurus (16 juin 1794), David d’Angers représente sur le bas-relief du haut le maréchal de Saxe Cobourg, tête nue, de profil remettant son épée au général Jourdan. Ce dernier par un noble geste refuse de désarmer son ennemi. Derrière le général, un grenadier et un hussard de la mort assistent à cette entrevue avec des soldats allemands. Sous ce bas-relief sont représentés une Victoire et un trophée d’armes européennes. La victoire ailée écrit avec une baïonnette « Fleurus » sur la gueule d’un Canon.

#### Piler est – Façade nord
Pour figurer la bataille d'Héliopolis David d’Angers représente sur le bas-relief du haut le général Kléber recevant la soumission de l’ennemi représenté par trois chefs turcs immobiles. Au second plan un grenadier français dépose les enseignes de l’ennemi aux pieds du général. Sous ce bas-relief sont représentés une victoire et un trophée d’armes orientales. La victoire écrit « Héliopolis » sur un canon.

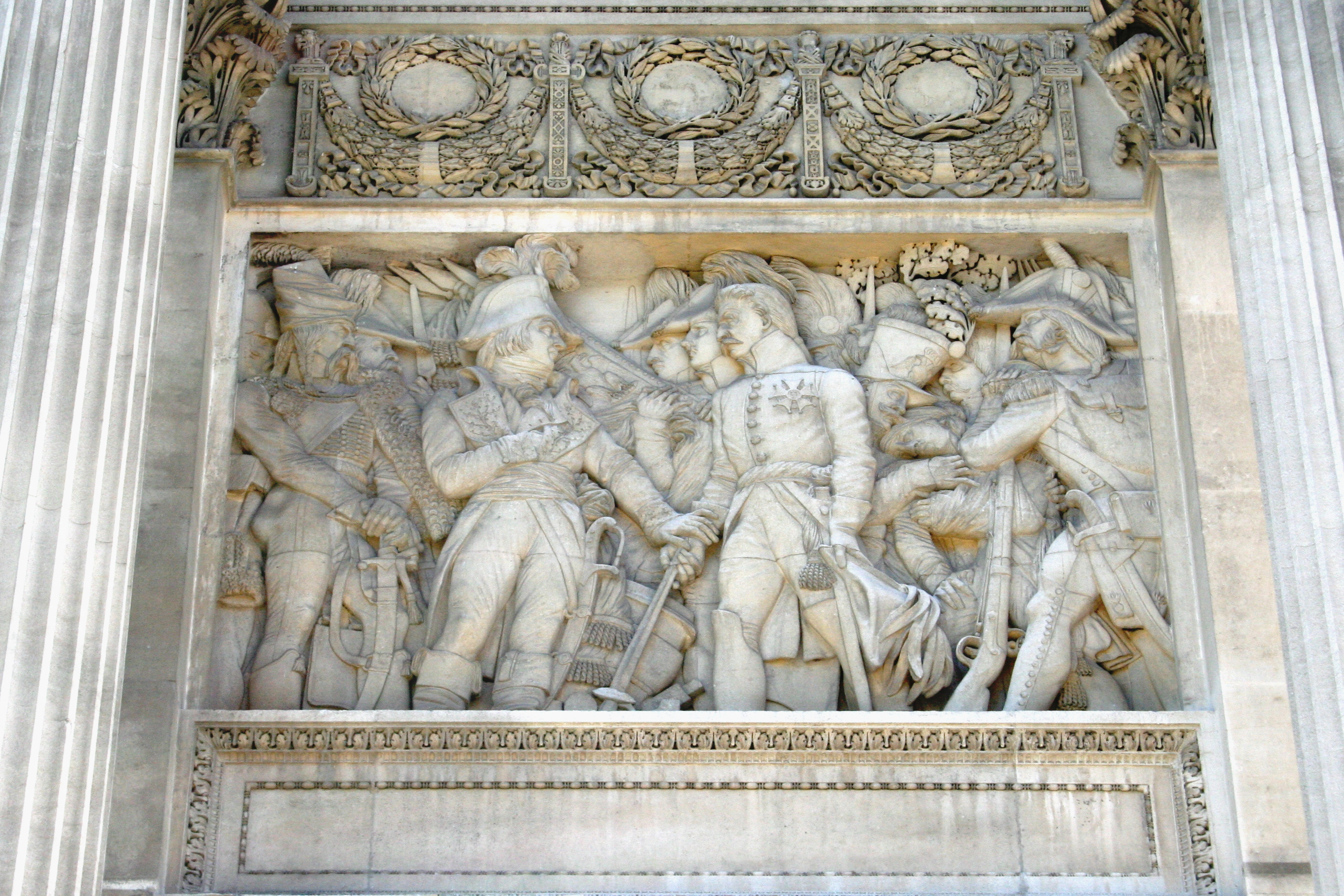
Pilier ouest : bataille de Fleurus, général Jourdan.
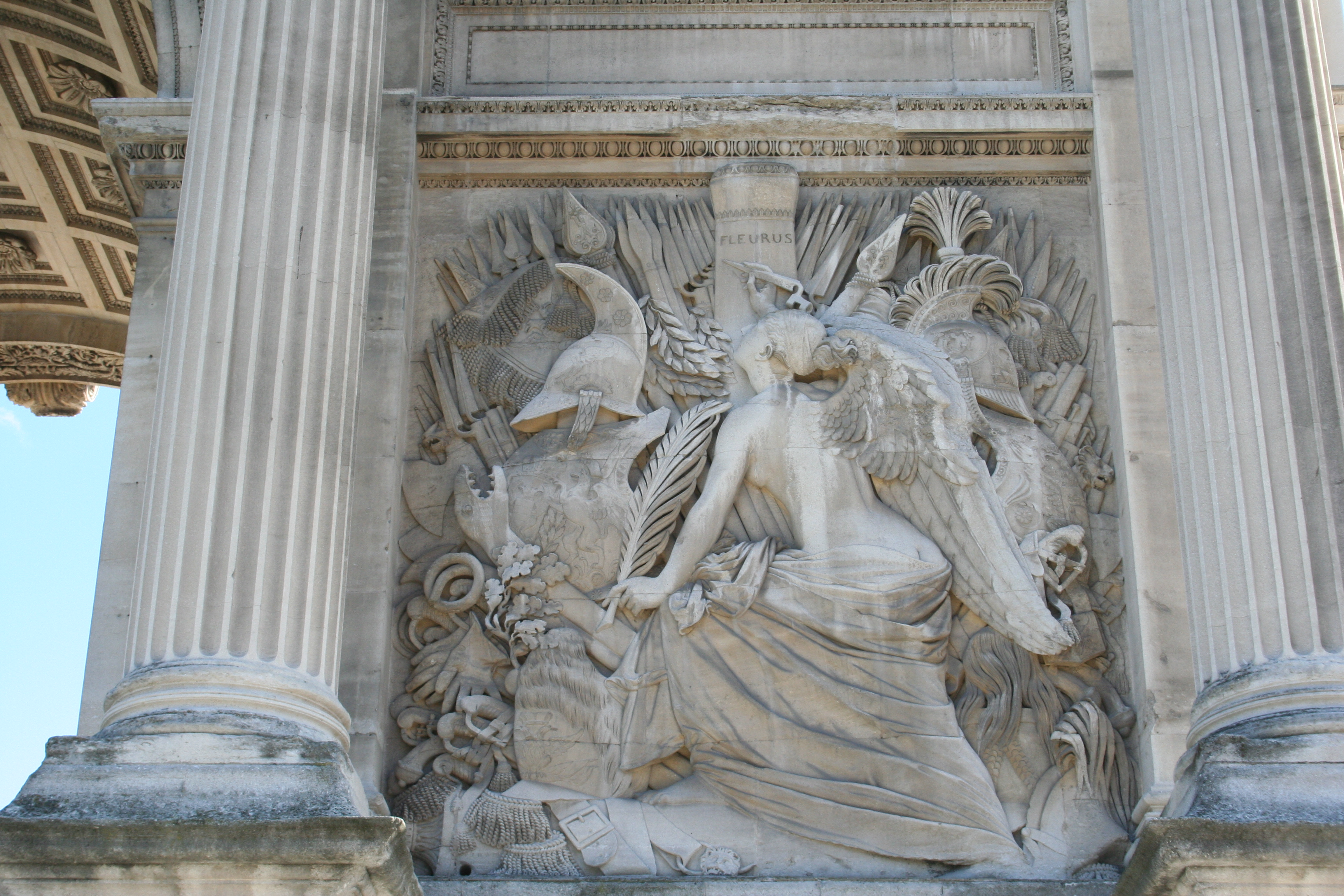
Pilier ouest : bataille de Fleurus, victoire ailée.
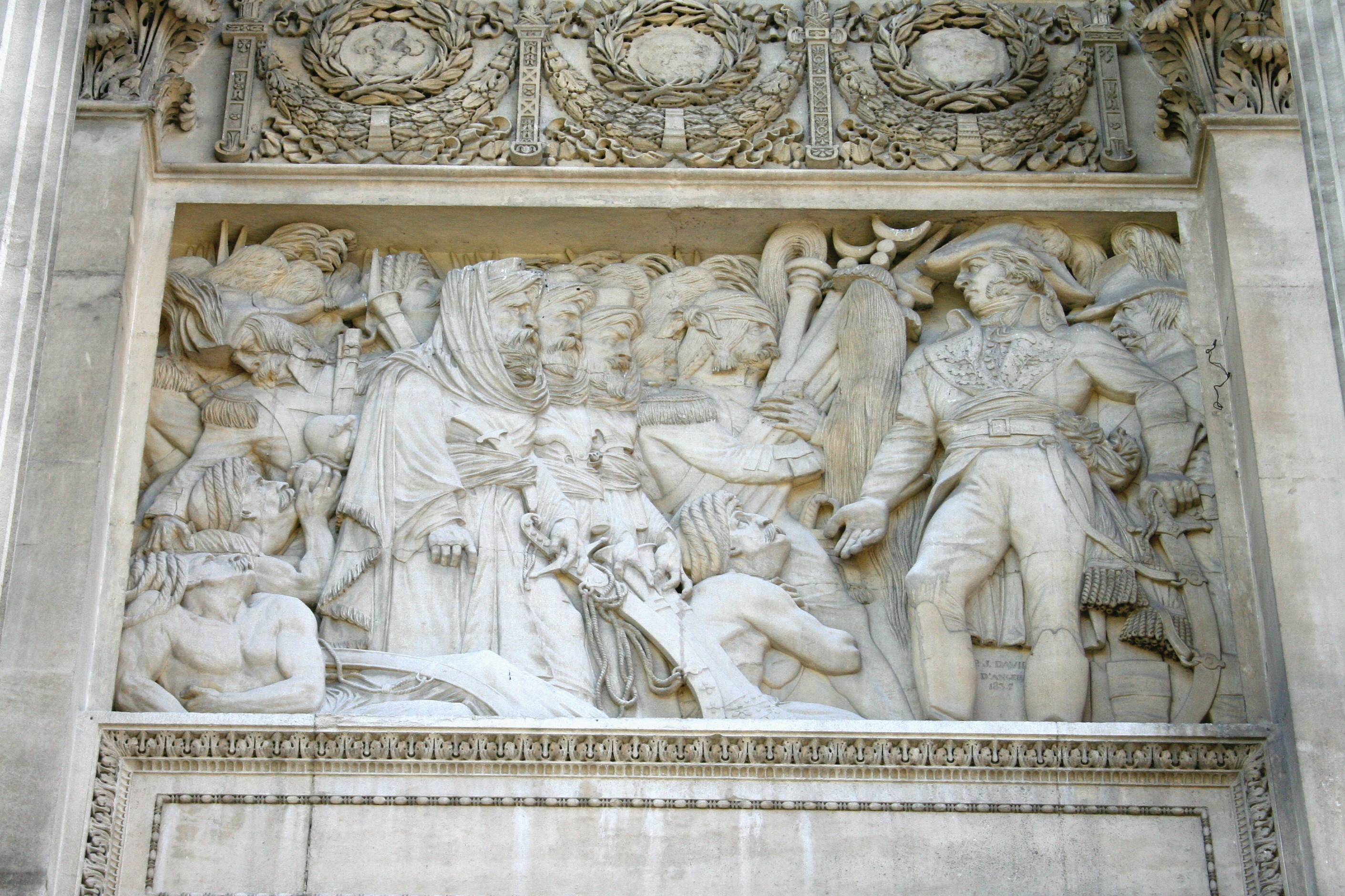
Pilier est : bataille d'Héliopolis, général Kléber.
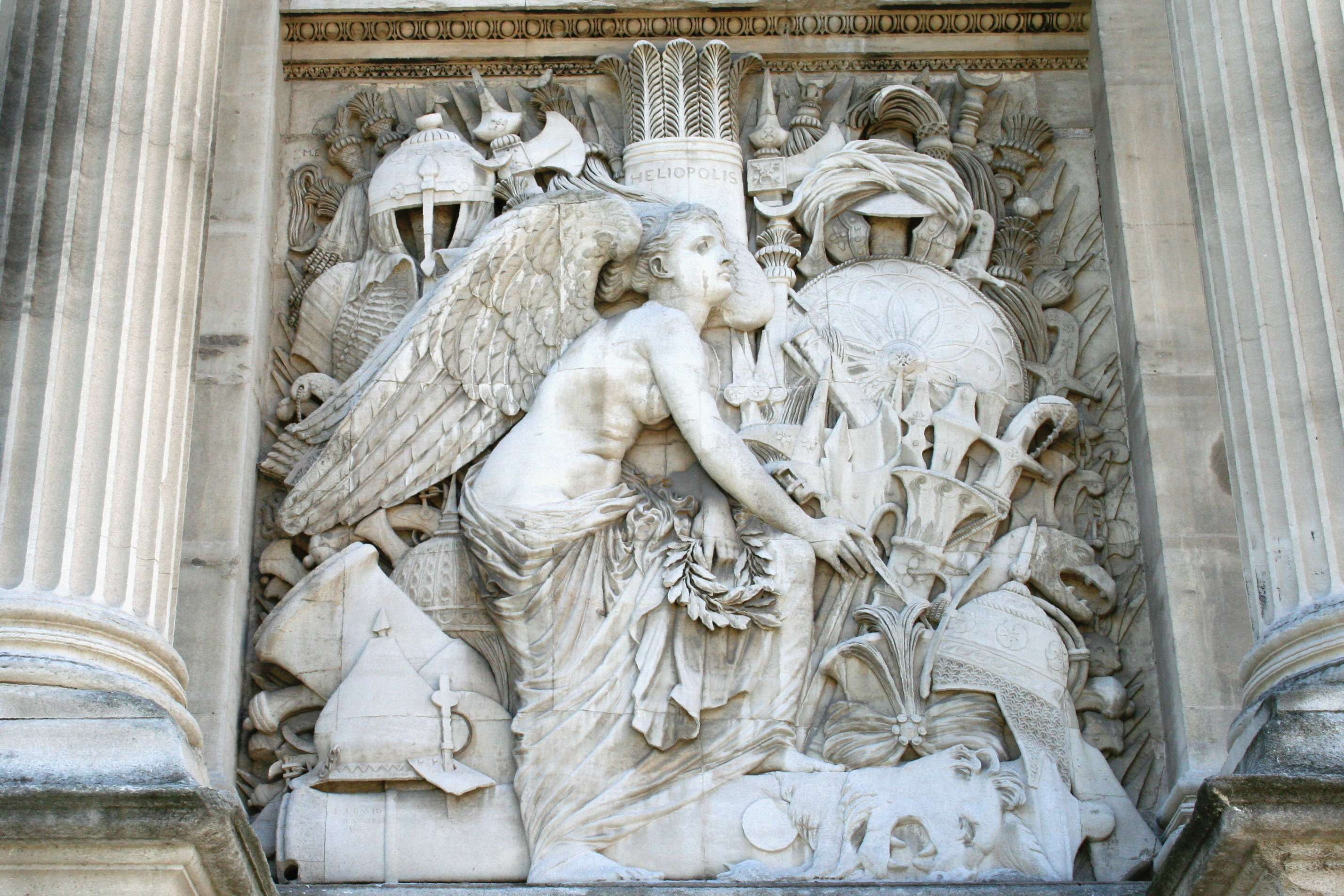
Pilier est : bataille d'Héliopolis, victoire ailée.

#### Pilier est – arcade

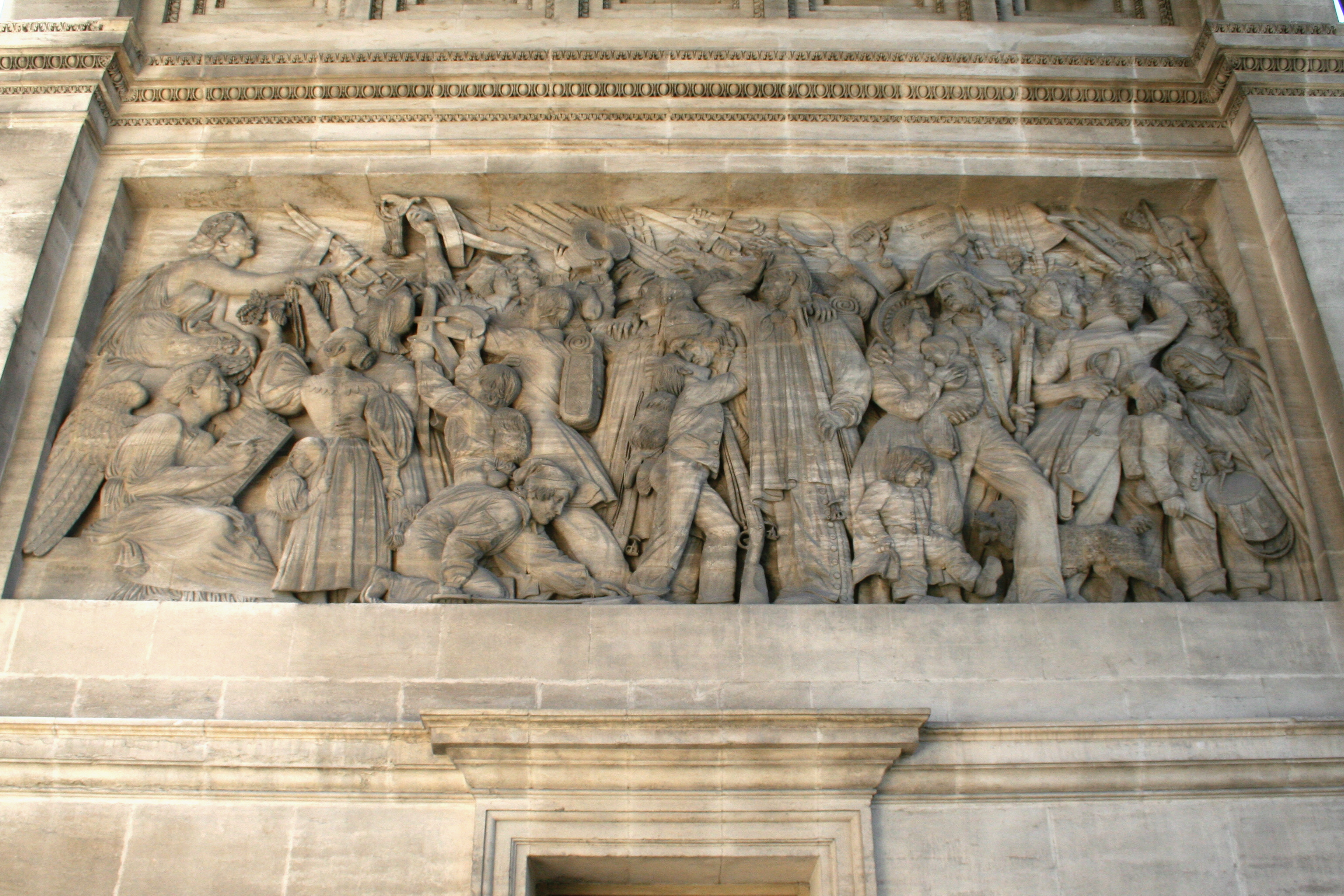
Bas-relief sous l'arcade.
La patrie appelant ses enfants à la défense de la Liberté.

Ce bas-relief représente « La patrie appelant ses enfants à la défense de la Liberté ». Assise les bras tendus la Patrie, représentée à gauche de la composition, distribue des épées aux volontaires. La scène foisonne de personnages plus ou moins anecdotiques comme une jeune femme faisant le sacrifice de ses bijoux. D’autres personnages sont pris parmi les amis et la famille du sculpteur. L’Histoire figurée en bas et à gauche écrit sur ses tablettes les noms de grands personnages : Pythéas, Euthymènes, Puget, etc.

#### Tympan et statues
Outre les bas-reliefs, deux renommées sont représentées sur le tympan : chacune, les ailes déployées, tient dans sa main droite des palmes et des branches d’olivier et de sa main gauche s’apprête à sonner dans une trompe. Grâce à des moulages effectués par la fille de David d’Angers, une restitution des quatre statues réalisées par son père a pu être réalisée. On trouve donc sur la face nord et de gauche à droite, les statues suivantes
- Le dévouement, le bras gauche replié, la main sur le cœur, l’épée en garde ; à sa droite un pélican fouille ses entrailles pour nourrir ses petits.
- La prudence éprouve le fil de son épée en l’effleurant ;
- La résignation contemple son glaive brisé.
- La force, l'épée à terre, caresse la crinière du lion qu’elle a vaincu.

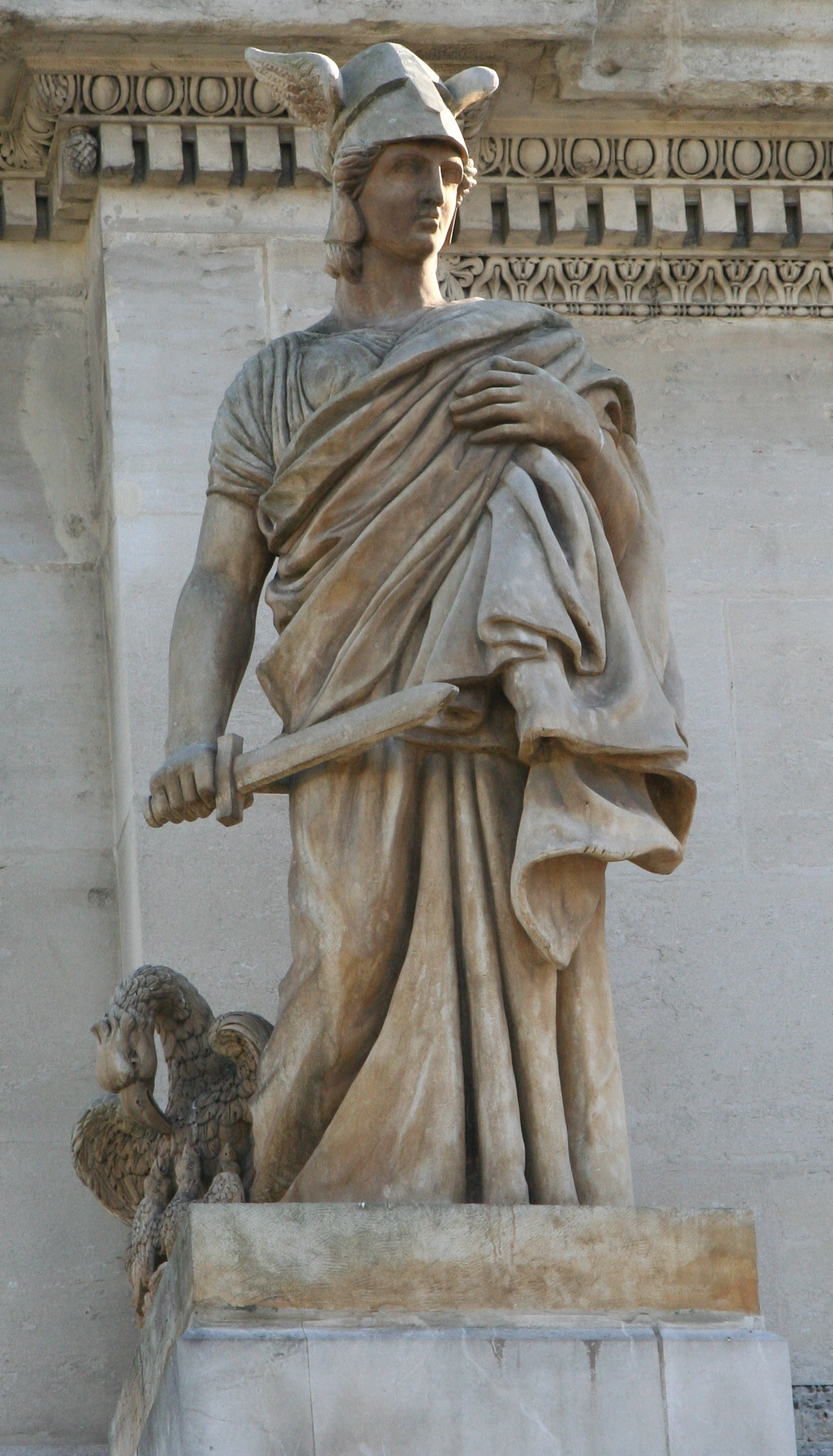
Le dévouement.
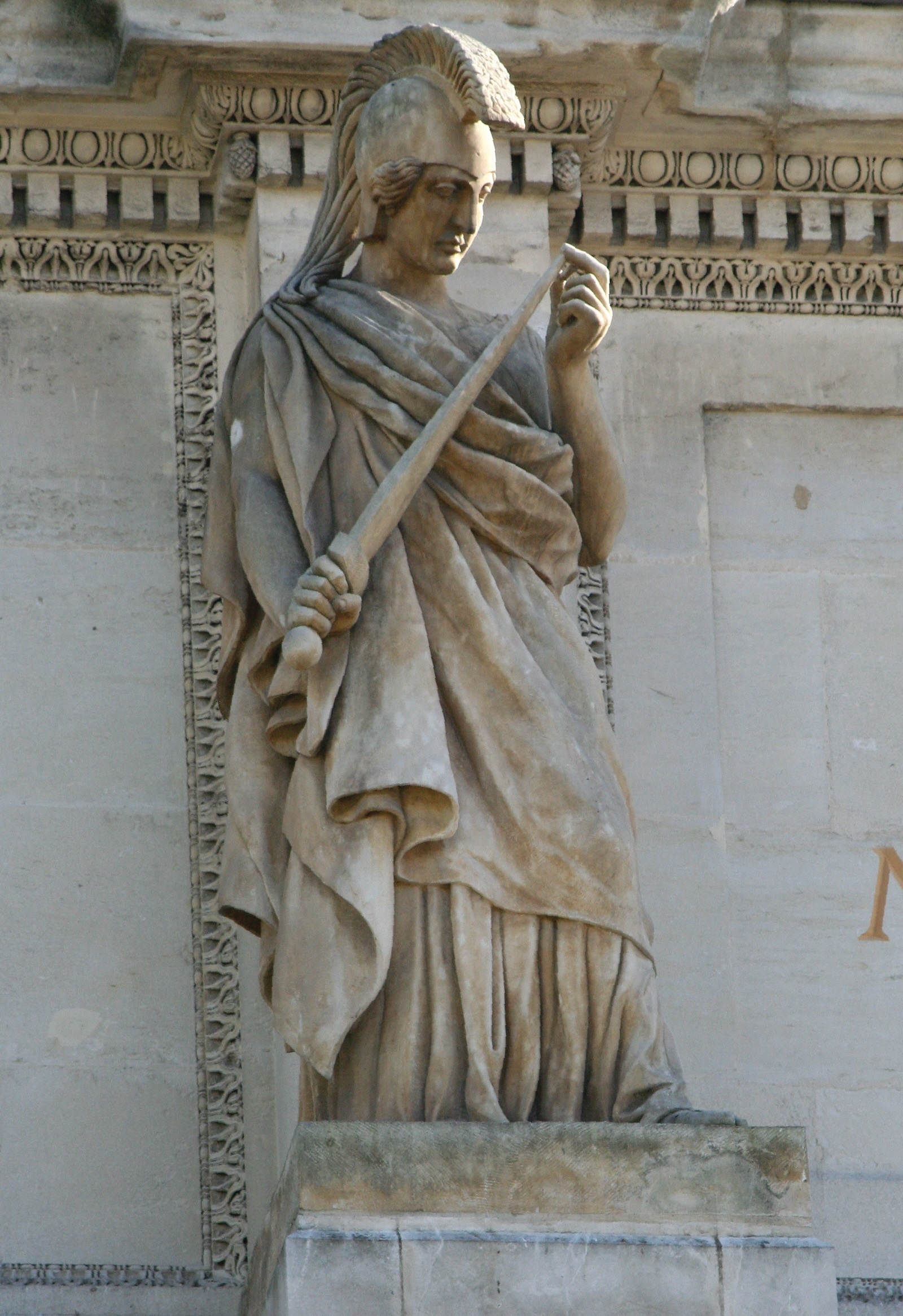
La prudence.
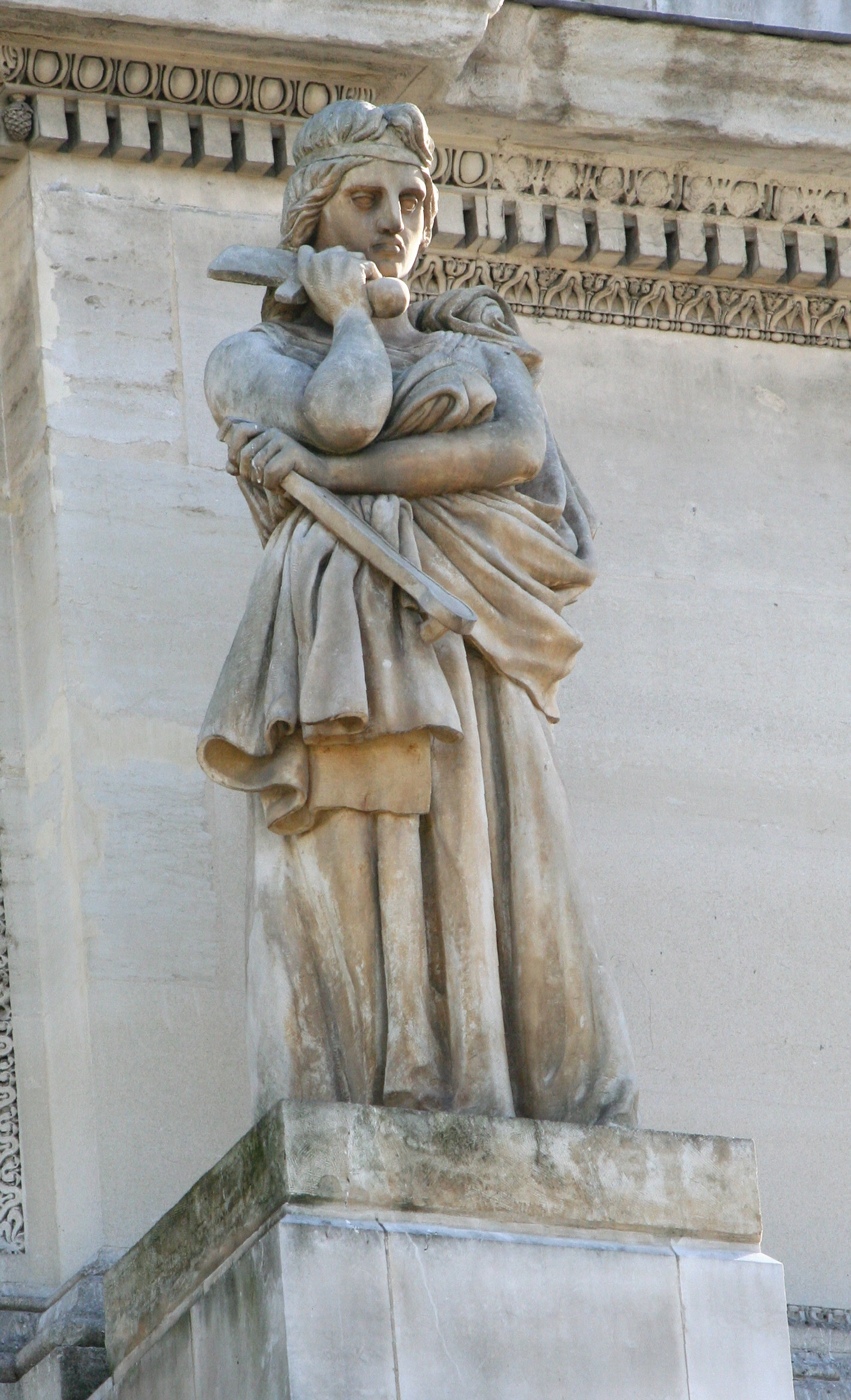
La résignation.
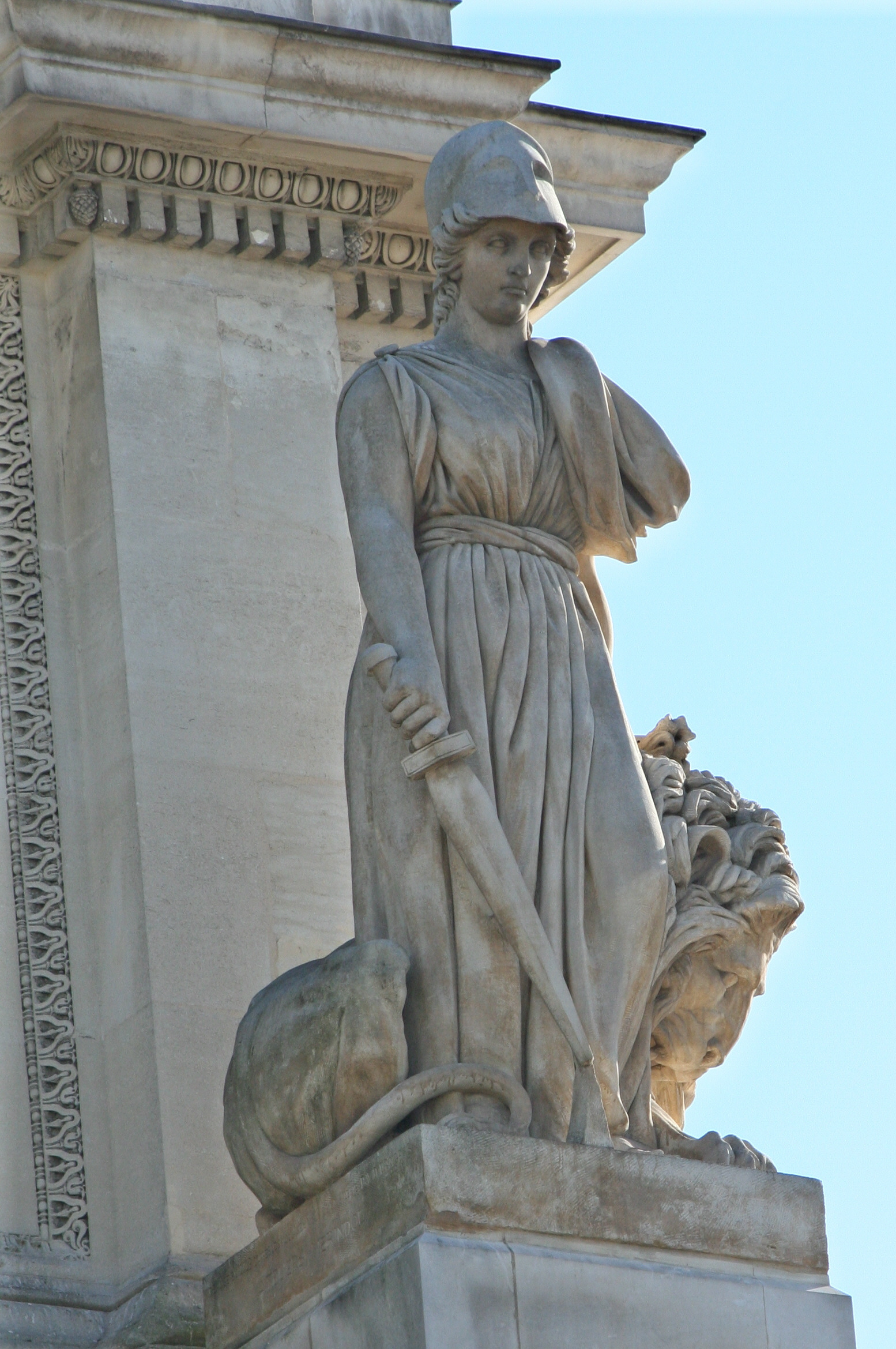
La force.

### Sculptures d’Étienne Jules Ramey
Étienne Jules Ramey décore la façade sud de l’arc de triomphe et l’arcade du pilier ouest.

#### Pilier ouest – Façade sud
Pour représenter la bataille de Marengo, le sculpteur décide de figurer la mort de Desaix, très aimé de Napoléon. Desaix est blessé, assis par terre, soutenu par un soldat. Au centre un général lui offre un trophée de drapeaux. Sous ce bas-relief un trophée d’armes est disposé autour d’une colonne dont le sommet porte l’inscription « Marengo ».

#### Pilier est – Façade sud
Ramey représente la bataille d'Austerlitz avec Napoléon et un général debout, bras tendu vers l’ennemi, encourageant du geste ses troupes. Sous le bas-relief, un trophée d’armes est disposé autour d’une colonne dont le sommet porte l’inscription « Austerlitz ».

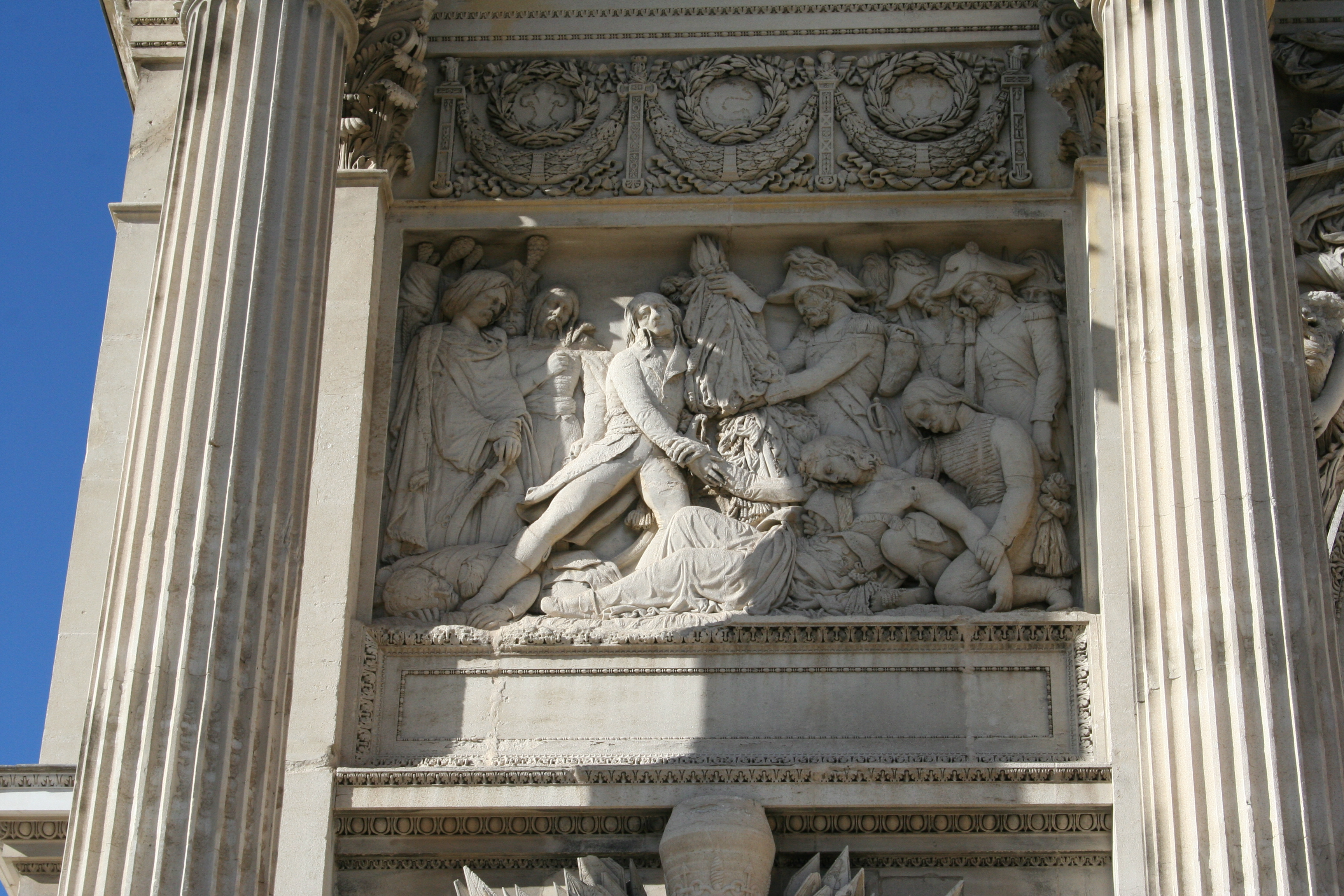
Pilier ouest : bataille de Marengo.
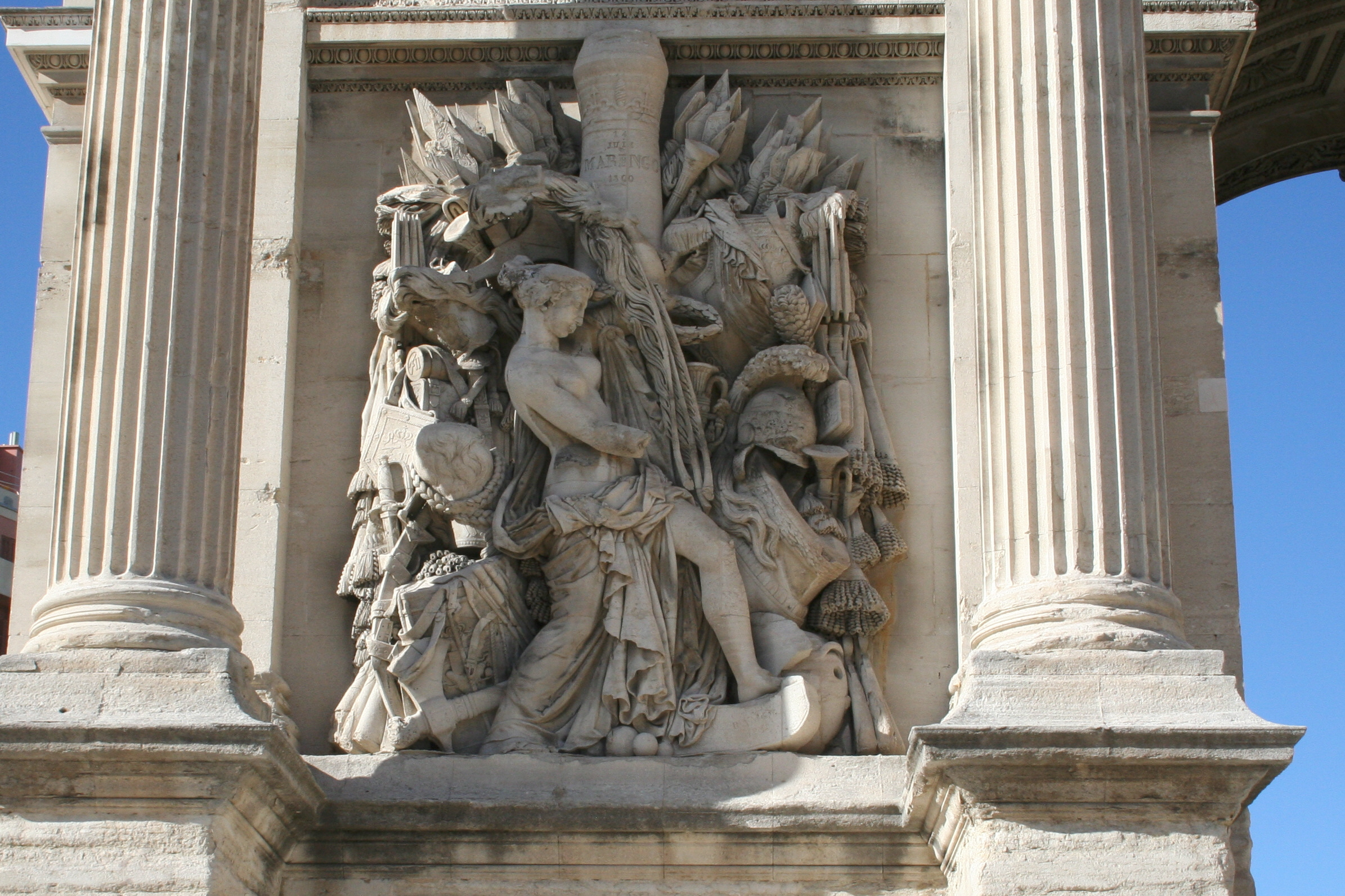
Piler ouest : trophées de la bataille de Marengo.
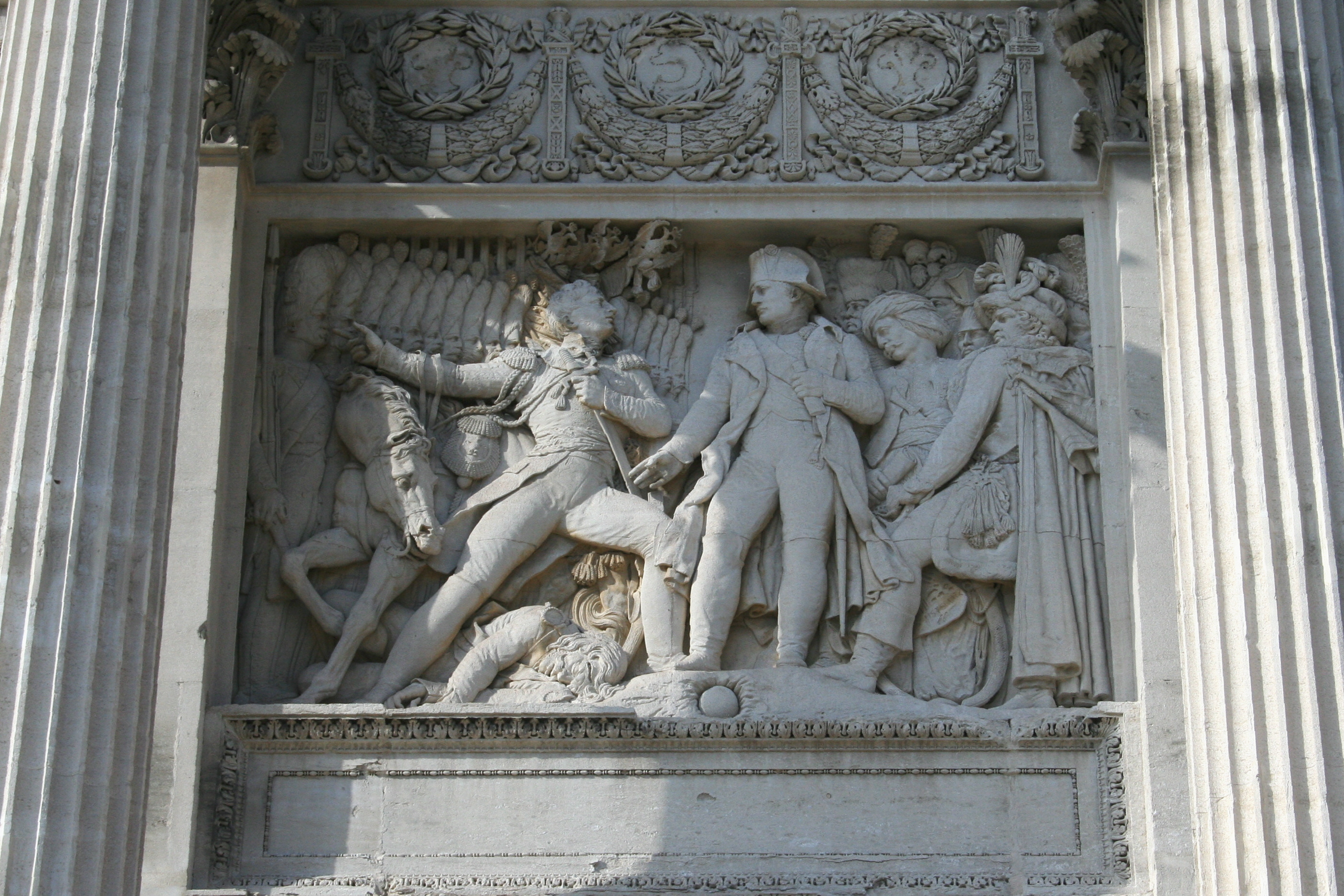
Pilier est : bataille d'Austerlitz.
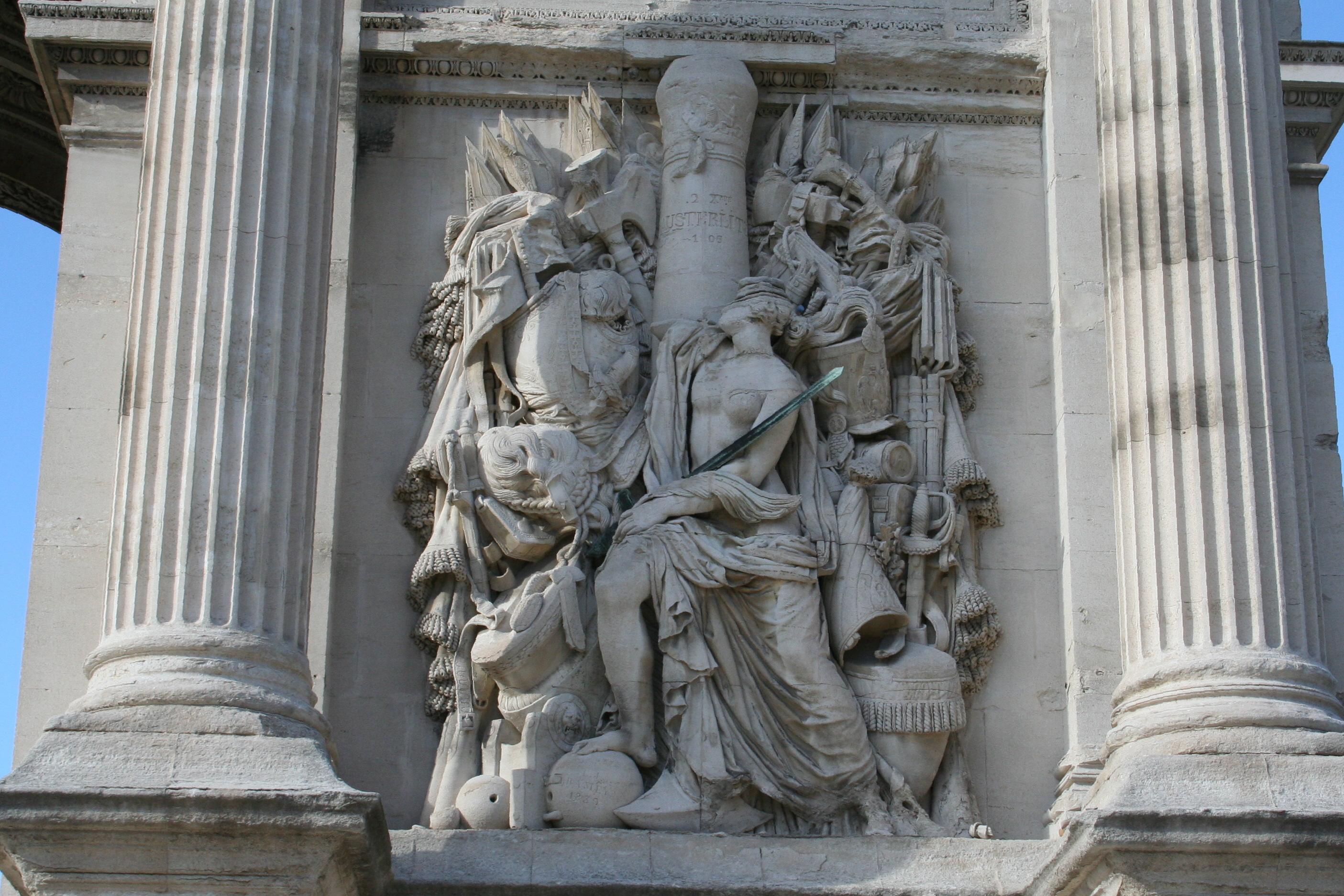
Pilier est : trophées de la bataille d'Austerlitz.

#### Pilier ouest – Arcade

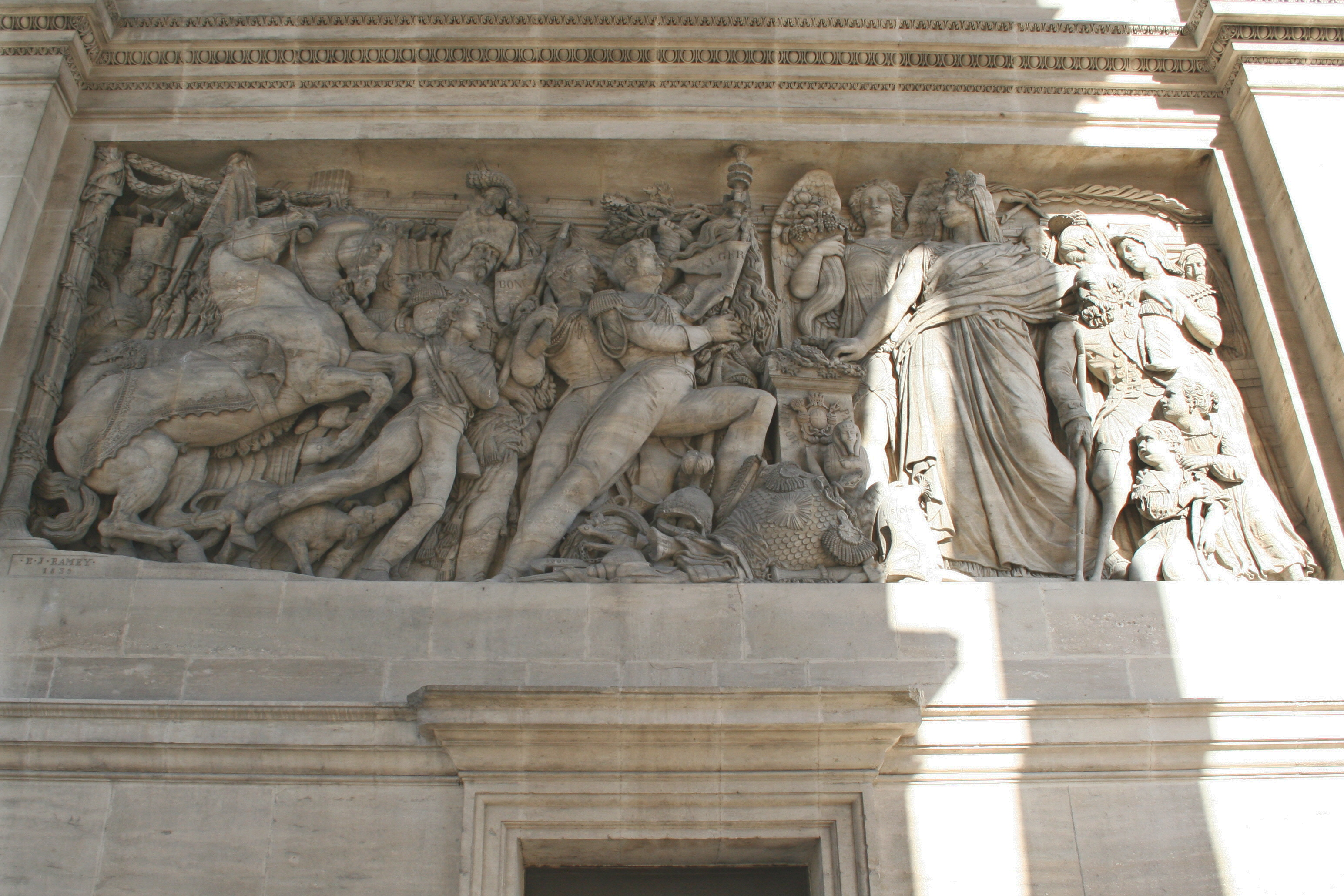
Bas-relief sous l'arcade
Étienne Ramey
Le retour dans le foyer

Ce grand bas-relief situé sous l’arcade contre le pilier ouest est intitulé « Le retour dans le foyer » ou encore « Les braves recevant de la Patrie la récompense de leurs exploits ». L’artiste utilise également ses familiers comme modèle de sculpture.

#### Tympan et statues
Pour le tympan Ramey figure également des renommées qui sont plus habillées que celles de David d’Angers et qui portent un petit chapeau pointu. Les statues qui ont disparu représentaient :
- La vigilance coiffée d’un casque ailé et tenant dans la main droite un glaive avec à ses pieds un aigle.
- La clémence remettant dans son fourreau son épée.
- L’énergie tenant une palme dans la main droite.
- La modération, la tête couverte d’un casque, torse nu.

## Galerie de photos

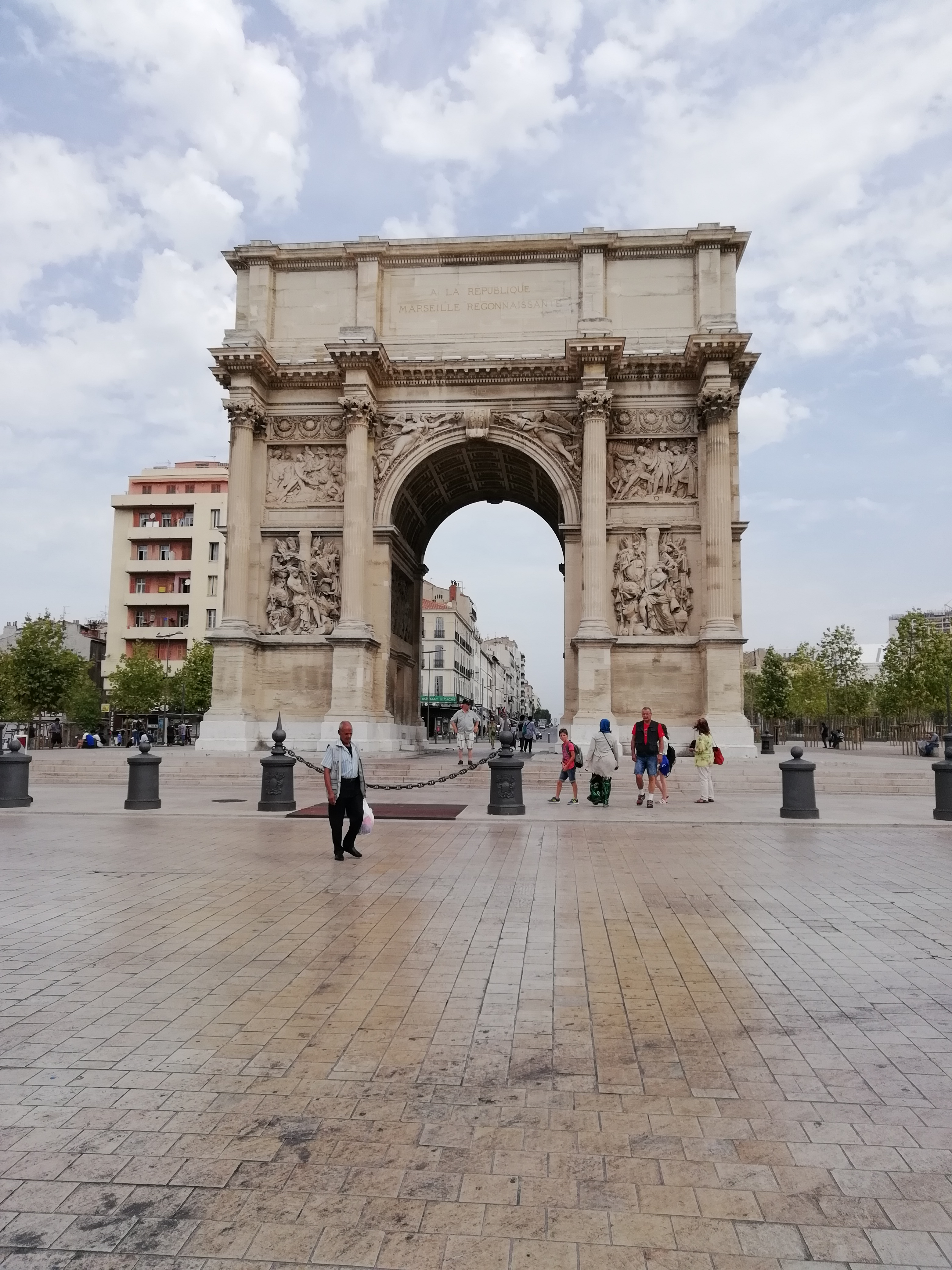
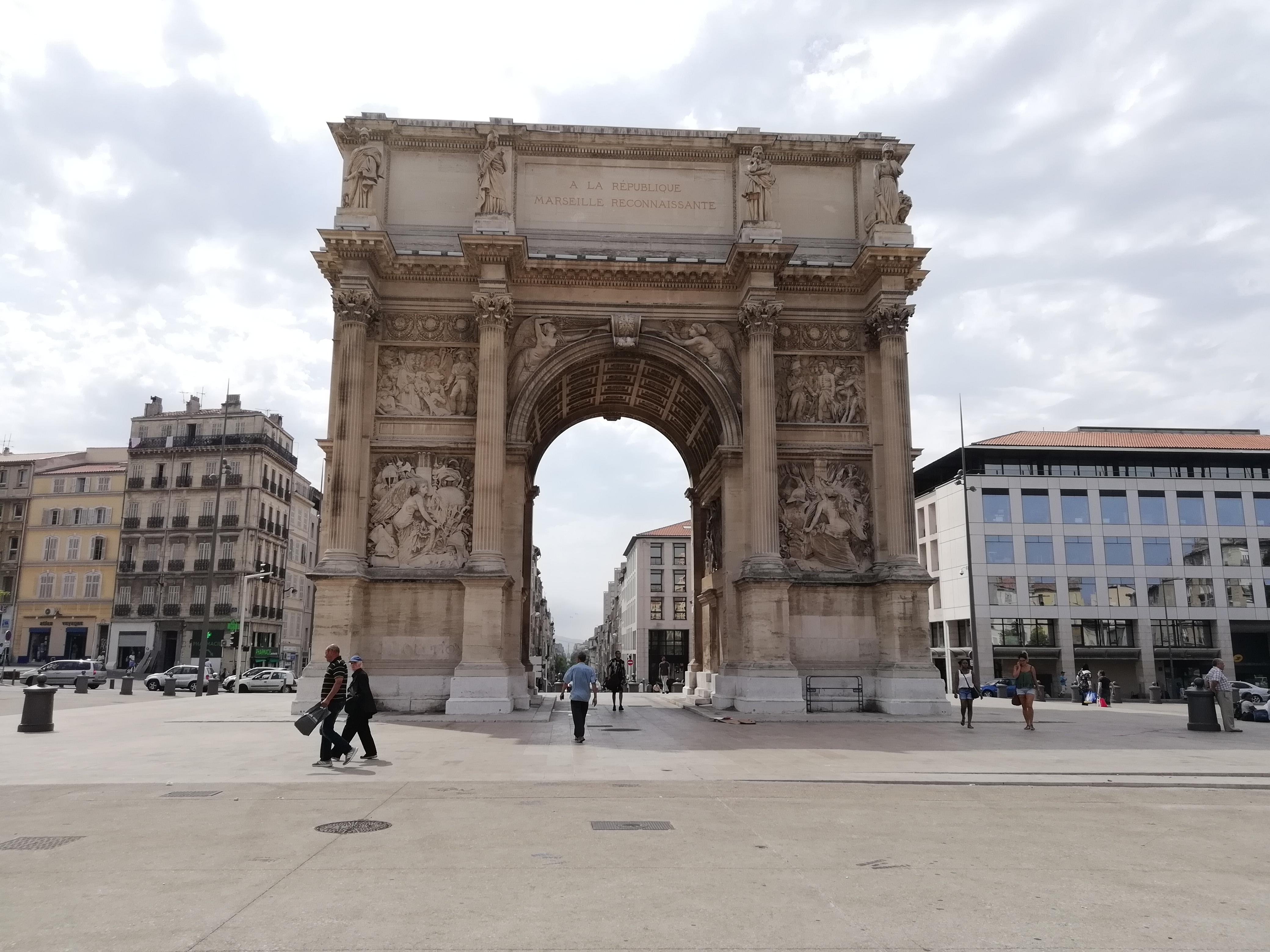
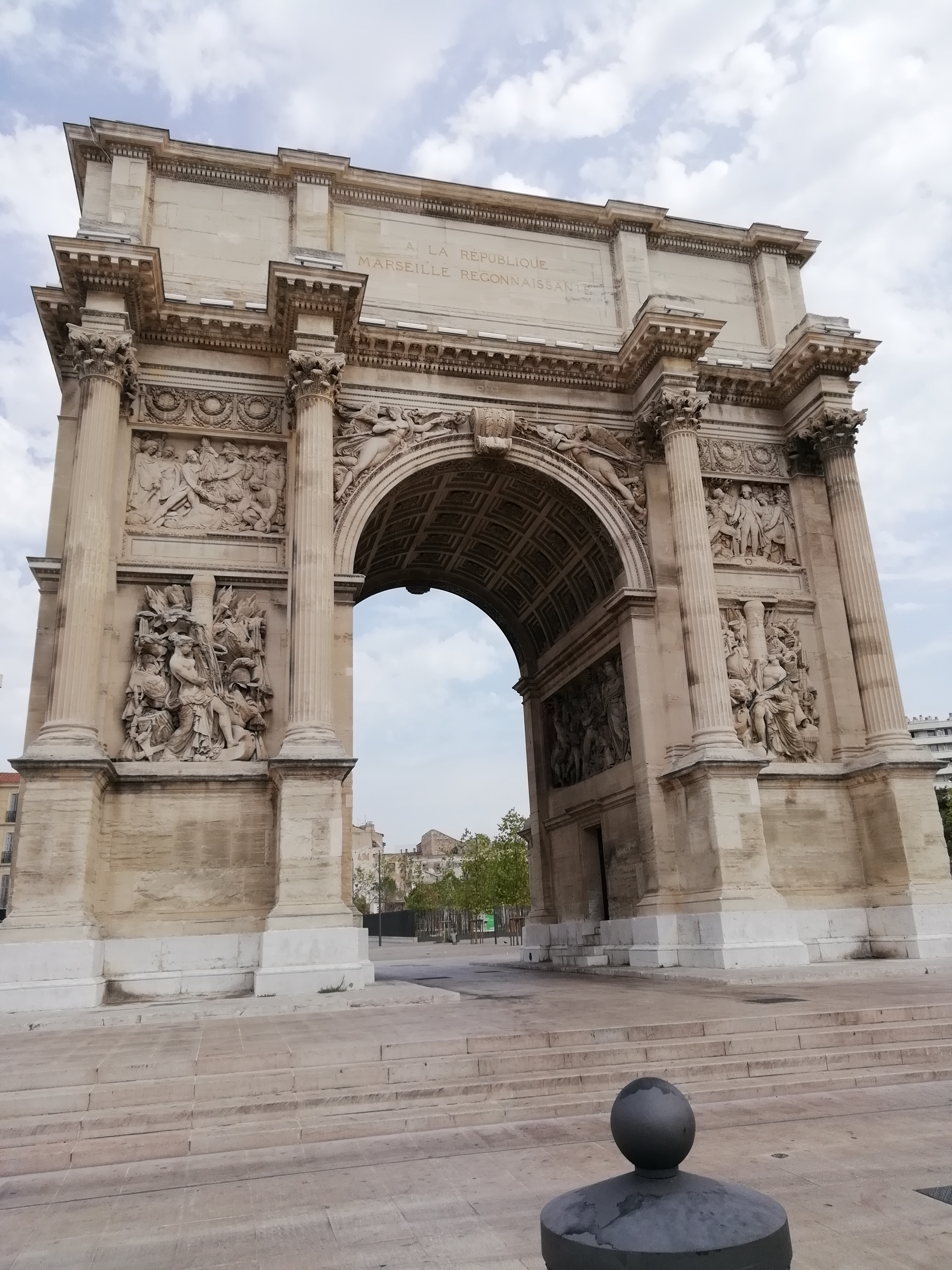

## Expression marseillaise
« Avoir un tafanari (un cul) gros comme la porte d'Aix : avoir un gros derrière ».